# Sincronía
La palabra sincronía (del griego antiguo syn, ‘con’, ‘juntamente’, ‘a la vez’; y Χρόνος Chrónos; véase Crono, ‘tiempo’; en latín, Chronus) alude a una coincidencia en el tiempo o a la simultaneidad de hechos o fenómenos.
Se desprenden los pronombres:
- Sinónimos: concordancia, coincidencia, simultaneidad, coexistencia.
- Antónimos: asincronía o asincronismo, discordancia,
- Relativos: sincronicidad, sincronismo, sincrónico y diacronía (que no es lo opuesto). Síncrono, isócrono, tantócrono.

Las acepciones remiten a consideraciones derivadas de la filosofía y de la física. De la filosofía se encuentra en teorías originadas en la lingüística, derivando a la antropología y también en la psicología.

## En la antropología y otras ciencias sociales
A su vez, derivado de la lingüística estructuralista, en el estructuralismo francés, el concepto aparece con Claude Lévi-Strauss, quien había conocido la obra del lingüista suizo Ferdinand de Saussure, creador de la dicotomía teórica diacronía-sincronía. De ahí se retomó el término sincronía aproximadamente con el mismo sentido que se usa en lingüística.
De la misma manera se utiliza en historiografía, donde la perspectiva sincrónica presenta los hechos históricos o procesos históricos no en su evolución temporal sino comparando distintos espacios o ámbitos (véase Historiografía#Sesgos temporales).

## En la física
Es, sobre todo, una manifestación de orden en el Universo conocido (realidad) y se refiere especialmente al tiempo. Un orden considerado como la excepción más que como la regla en un universo caótico, observado por la astronomía. 
Se encuentra también en la mecánica y las máquinas como sincronismo, disposición especial por medio de la cual todos los movimientos de una máquina cualquiera se transmiten con completa exactitud y se verifican en el mismo momento en otras máquinas semejantes a la primera; el sincronismo puede establecerse por medios mecánicos. El ejemplo de uso y explicación más evidente es el mecanismo de los relojes (mecánicos sobre todo).

### En la física contemporánea
Más recientemente, en un nuevo libro, Sync: The Emerging Science of Spontaneous Order, que se puede traducir como Sincronía: la ciencia emergente del orden espontáneo, Steven Strogatz, profesor de mecánica aplicada y teórica en la Universidad Cornell, describe esta nueva teoría del orden.[cita requerida]
La sincronía, dice Strogatz, aparece en los lugares más inverosímiles: de las órbitas de los satélites a los electrones, del zumbido de los grillos a la tendencia que se observa, en aquellas mujeres que viven cerca unas de otras o que pasan mucho tiempo juntas, a menstruar aproximadamente al mismo tiempo. El orden está por todas partes, y los científicos de diversas disciplinas están descubriendo constantemente nuevos ejemplos de ello. Sin embargo, Strogatz y sus colegas afirman algo mucho más extraordinario: “El orden no es sólo posible: es inevitable”.
En 1989, Strogatz, junto con Rennie Mirollo, matemático de la Universidad de Boston, demostró matemáticamente que cualquier sistema de osciladores acoplados (es decir, entidades capaces de responder cada una a las señales de las demás, sean grillos, electrones o cuerpos celestes) se autoorganizarán espontáneamente.[cita requerida]
Esto hace aparecer la sincronía como teoría opuesta a la teoría del caos, tanto general como matemática (véase Henri Poincaré, matemático precursor del desarrollo de estos conceptos).[cita requerida]

## En la lingüística
La «sincronía» en la lingüística fue un término incorporado por Ferdinand de Saussure para facilitar el estudio de la lengua. Lo que propone el análisis sincrónico es el estudio de la lengua en un determinado momento o periodo de la historia. El estudio diacrónico analiza su evolución, pero a lo largo del tiempo.
En la metodología de la investigación se compara también con la forma de estudio transversal.
Ejemplos:
- fructus→frucho→fruto

Sincronía/diacronía: hacen referencia al tiempo, a la cronología. La sincronía es el tiempo en un momento dado, un tiempo concreto. La diacronía es una progresión en el tiempo. Hasta entonces, solamente se habían hecho estudios diacrónicos.
Ejemplos:
- Estudio de la lengua del siglo XV (sincronía).
- Estudio de la lengua en el siglo XV al siglo XVIII (diacronía).

## En la neurobiología
Nuevos aportes científicos, liderados entre otros, por Francisco Varela, Ph.D del Hospital La Salpétrière, París, al tema de la conciencia desde el punto de la neurobiología y la psico-lingüística incluyen el concepto de Sincronía.
Hipótesis: todo acto cognitivo implica la coordinación de numerosas regiones neuronales. La coordinación se basa en la formación transitoria de grupos de neuronas que son sincronizados en sus fases (sus ondas suben y bajan juntas). Esta sincronía de fases crea la coherencia y la unidad.
Lazos de resonancia: Las regiones oscilan como si fueran un instrumento musical, y se sincronizan. Crean lazos dinámicos. Distintas zonas de cerebro entran en oscilación.
Sincronía: se mide con el E.E.G. y se relacionan magnitud de onda hercio-frecuencia o emisión de frecuencia.
Se busca otra parte de cerebro para ver si emiten juntas la onda y que estén en sincronía (suben y bajan juntas).
En algunas tareas hay sincronía como por ejemplo reconocer una imagen, para dar lugar a una nueva sincronía (respuesta motora).
Las oscilaciones del sistema nervioso van entre 30 y 80 hercios y en sincronía alrededor de 40. Las oscilaciones cercanas a 80 se dan por ejemplo en la convulsión epiléptica. En estados de anestesia, desaparece la sincronía.
Los campos magnéticos de cerebro se miden con un aparato, el «magneto-encefalograma», que tiene receptores cuánticos que captan el magnetismo cerebral.
En las zonas de Broca y de Wernicke hay mucha sincronía.
Áreas del cerebro
1. Área de Broca, centro del habla, producción del habla y articulación
2. Área de Wernicke, comprensión de la palabra hablada.

La integración cerebral aparece fundada en un balance entre sincronía y desincronía. El proceso ocurre a distintas frecuencias. No existe una correspondencia simple entre superficie y generadores cerebrales. Sin embargo, la conciencia sigue siendo un problema muy difícil. Los grupos neuronales no tienen conciencia sino es el sujeto entero el que la tiene. La conciencia aparece en el vivir encarnado: en la regulación con el cuerpo entero; en relaciones sensorio-motoras con el mundo y en una red ínter subjetiva de acciones y de lenguaje. La conciencia no está en la cabeza, es ilusorio el correlato neuronal-conciencia.
La operación dinámica de las neuronas cerebrales es una condición de posibilidad de la conciencia que emerge en los acoples del organismo, (la conciencia está en la emergencia de los ciclos, en la interfase).

## En la psicología
Sincronicidad es el término elegido por el psicólogo suizo Carl Gustav Jung para aludir a «la simultaneidad de dos sucesos vinculados por el sentido pero de manera acausal». «Así pues, emplearé el concepto general de sincronicidad en el sentido especial de una coincidencia temporal de dos o más sucesos relacionados entre sí de una manera no causal, cuyo contenido significativo sea igual o similar». Debe diferenciarse de sincronismo: «lo diferenciaré del término sincronismo, que constituye la mera simultaneidad de dos sucesos».